# Бриджтън
Бриджтън (на английски: Bridgeton) е град в САЩ, административен център на окръг Къмбърланд, щата Ню Джърси. Разположен е в южната част на щата, близо до залива Делауеър. Населението на града е 24 505 души (по приблизителна оценка от 2017 г.).